# Iselbach
Der Iselbach ist ein linker Zufluss der Iller.
Die Quelle des Iselbachs liegt bei Hohenrad, einem Ortsteil von Kempten. Er fließt in nördlicher Richtung an Hiltensberg, Depsried und Vocken vorbei und mündet westlich von Krugzell bei Isel in die Iller.